# لووبتاکسولول
لووبتاکسولول (انگلیسی: Levobetaxolol) دارویی است که برای کاهش فشار در چشم در درمان بیماری‌هایی مانند گلوکوم استفاده می‌شود. این دارو به عنوان محلول چشمی ۰٫۲۵ یا ۰٫۵٪ از لووبتاکسولول هیدروکلراید با نام تجاری Betaxon به بازار عرضه می‌شود. لووبتاکسولول یک مهارکننده گیرنده بتا آدرنرژیک (بلاکر) است.

## کاربرد
این دارو برای کاهش فشار داخل چشم در بیماران مبتلا به گلوکوم با زاویه باز یا فشار خون بالا به کار می‌رود.

## مکانیسم اثر
لووبتاکسولول گیرنده بتا-۱-آدرنرژیک را مهار می‌کند. هنگامی که به صورت موضعی استفاده می‌شود، بسته به زمان روز و فرد، فشار داخل چشم (IOP) را ۱۶-۲۳٪ کاهش می‌دهد.  همچنین دارای اثرات محافظت کننده عصبی است. این دارو عوارض جانبی قلبی عروقی کمتری نسبت به سایر مسدود کننده‌های بتا دارد.

## موارد منع مصرف و عوارض جانبی
این دارو نباید توسط افرادی که برادی‌کاردی سینوسی، بلوک دهلیزی، شوک قلبی، یا نارسایی آشکار قلبی دارند استفاده شود.  این دارو با برادی‌کاردی و فشار خون بالا مرتبط است.

## تاریخچه
این دارو در دهه ۱۹۸۰ ساخته شد و در سال ۲۰۰۰ مورد تایید FDA قرار گرفت.